# Сепаратор флуоресцентний
Сепаратор флуоресцентний — радіометричний сепаратор, в якому вихідний матеріал розділяється на компоненти за їх флуоресценцією (вторинним випромінюванням), що викликається первинним рентгенівським (пулюєвим) випромінюванням.
Вихідна руда подається в прийомний бункер сепаратора. Живильник забезпечує дозоване безперервне вивантаження руди бункера й подачу її на лоток, де формується потік руди з погрудковою подачею її в зону вимірювання й сортування. Кожну грудку руди піддають скануючому рентгенівському опроміненню. Спектр вторинного (флуоресцентного й відбитого) випромінювання від шматка фіксується давачем, автоматично оброблюється комп'ютером, визначається аналітичний параметр розділової ознаки який порівнюється із заданим граничним його значенням. У залежності від одержаного результату вимірювально-керуюча система сепаратора виробляє сигнал керування на спрацьовування виконавчого механізму. Виконавчий механізм електромагнітного шиберного типу спрацьовує, відповідно змінюючи траєкторію падіння шматка. У складі флуоресцентного випромінювання присутнє також розвіяне рентгенівське випромінювання первинного спектра.